# کیرتون-این-لیندزی
latitudeکیرتون-این-لیندزیlongitudeکیرتون-این-لیندزی
کیرتون-این-لیندزی (به انگلیسی: Kirton in Lindsey) یک شهرک در بریتانیا است که در انگلستان واقع شده‌است.

## خصوصیات
کیرتون-این-لیندزی ۲٬۶۹۴ نفر جمعیت دارد.